# Human Technopole
Human Technopole è un istituto di ricerca italiano per le scienze della vita, fondato dal governo italiano con la legge n. 232 dell'11 dicembre 2016 per portare avanti l'eredità di Expo Milano 2015 con l'obiettivo di creare un centro di ricerca aperto per favorire la collaborazione internazionale e portare valore aggiunto all'ecosistema della ricerca scientifica in Italia e in Europa.

## Storia
La Fondazione Human Technopole è stata istituita con legge finanziaria n. 232 dell'11 dicembre 2016. I membri fondatori della Fondazione sono il Ministero dell'Economia e delle Finanze, il Ministero della Salute e il Ministero dell'Istruzione, dell'Università e della Ricerca che hanno il compito di vigilare sulla Fondazione.
Lo Statuto della Fondazione Human Technopole è stato approvato a marzo 2018 con decreto del Presidente del Consiglio dei Ministri e nel maggio 2018 sono stati nominati i primi membri del Consiglio di Sorveglianza, tra cui il primo Presidente Marco Simoni. A giugno 2018 il Consiglio di Sorveglianza ha nominato il primo Direttore Iain Mattaj.
Il 7 luglio 2022 la Presidenza del Consiglio dei Ministri ha nominato Gianmario Verona, rettore dell’Università Bocconi di Milano, come nuovo Presidente del Consiglio di Sorveglianza. Il 22 febbraio 2023 il Consiglio di Sorveglianza ha nominato Marino Zerial nuovo Direttore.

## Sede e campus

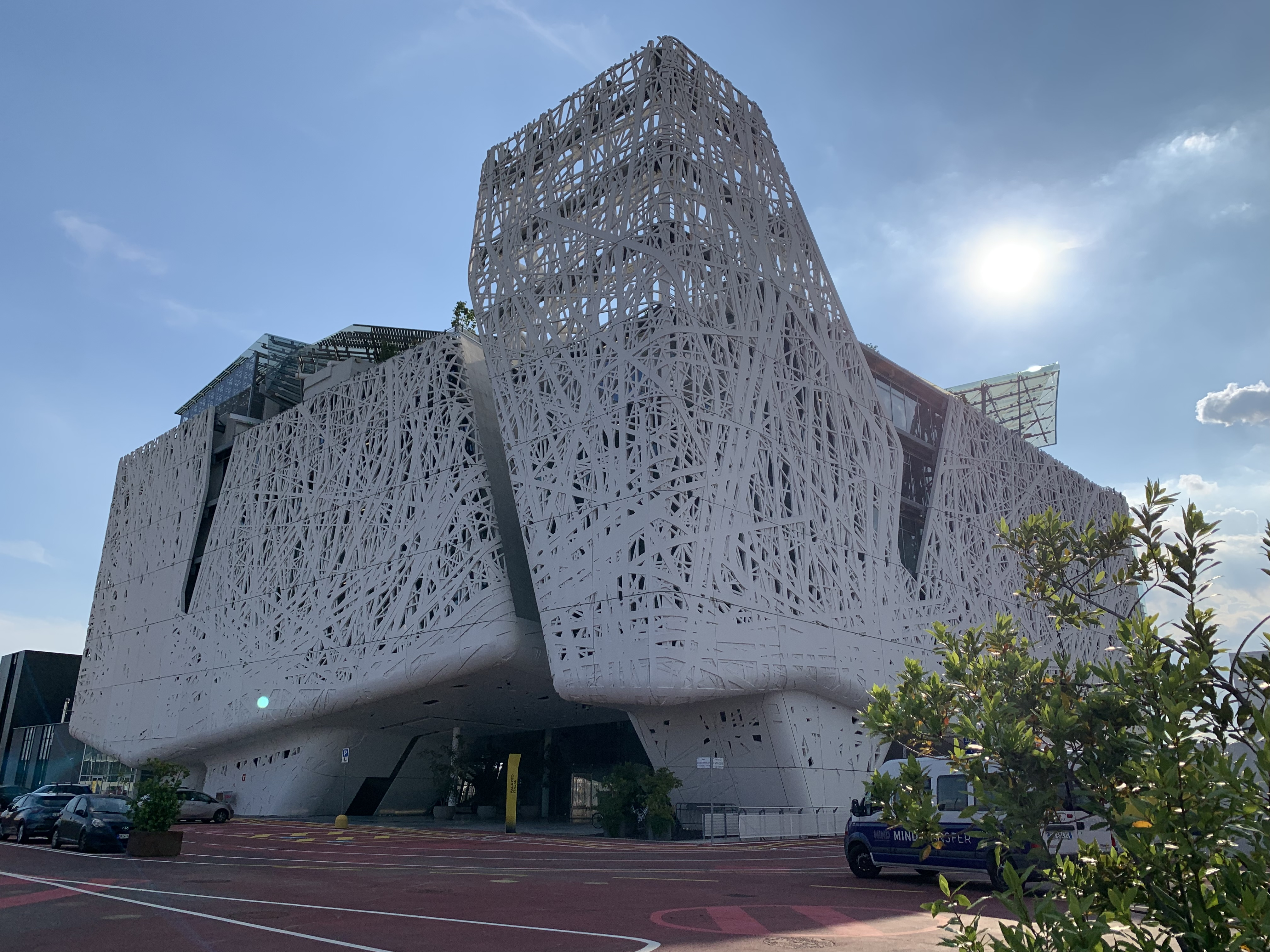
Palazzo Italia, sede di Human Technopole.

Human Technopole ha sede presso Palazzo Italia, ex padiglione italiano di Expo Milano 2015. Ricoprendo una superficie totale di circa 30.000 metri quadri, il campus è composto da cinque edifici principali. Questi sono:
- Palazzo Italia: sede di Human Technopole.
- Incubator Labs: comprendono tre edifici, di cui due a due livelli principalmente dedicati ai laboratori e un terzo a un solo livello che ospiterà la struttura di supporto della facility di crio-microscopia elettronica.
- North Pavilion: questo edificio è stato sottoposto a lavori di riconversione per ospitare le facilities di imaging con microscopi crio-elettronici (Cryo-EM) e microscopi ottici (Light Microscopy Imaging).
- South Pavilion: attualmente in fase di ristrutturazione, questo edificio ospiterà laboratori sperimentali di ricerca e ulteriori facilities di Human Technopole.
- South Building: attualmente in costruzione, con un investimento sino a 94,5 milioni di euro, questo sarà l'edificio principale del campus di Human Technopole.[14] Una volta completato, ospiterà laboratori per 800 scienziati, oltre a uffici, spazi per eventi, workshop e corsi di formazione. Il progetto vincitore è stato selezionato nell'aprile 2020 e l'edificio, che deve essere costruito completamente ex novo, dovrebbe entrare in funzione nel 2026.

## Missione
L'obiettivo principale di Human Technopole è lo studio della biologia umana con l'intento di promuovere e contribuire al miglioramento della salute e del benessere dell'uomo. Nell'intento dell'istituzione, il lavoro di ricerca di Human Technopole ha l'obiettivo di far progredire la scienza per sviluppare nuove strategie terapeutiche per vari gruppi di malattie, tra cui:
- il cancro e le malattie cardiovascolari e i loro fenotipi intermedi;
- i disturbi neurodegenerativi e del neurosviluppo, come l’autismo e le disabilità intellettive;
- le malattie rare e orfane, come la discinesia ciliare primaria;
- le malattie respiratorie, come la fibrosi cistica.

## Ricerca
Per rispondere agli obiettivi preposti, la ricerca di Human Technopole è suddivisa in varie unità o centri di ricerca:
- Genomica
- Neurogenomica
- Biologia Strutturale
- Biologia Computazionale
- Health Data Science

La ricerca condotta da Human Technopole è una combinazione equilibrata di ricerca di base e traslazionale. Human Technopole si dedica alla ricerca nelle aree che contribuiscono alla comprensione della biologia e della fisiologia umana. La ricerca traslazionale, invece, si concentra maggiormente sull'aspetto medico e viene condotta in stretta collaborazione con organizzazioni esterne, tra cui partner di ricerca clinica e aziende del settore. L'obiettivo di Human Technopole è contribuire alla salute delle persone attraverso un approccio completo e interdisciplinare allo studio della biologia umana concentrandosi sui meccanismi fondamentali che regolano la fisiologia e le malattie. Questo viene fatto con l'obiettivo di aprire nuove prospettive per lo sviluppo di strategie terapeutiche in diversi gruppi di malattie, comprese quelle croniche e degenerative.
Inoltre, lo Human Technopole svolge anche un ruolo importante nella formazione di giovani ricercatori e nella promozione della cultura scientifica. L'istituto offre programmi di formazione e di tirocinio per studenti e ricercatori, e promuove iniziative per coinvolgere il pubblico in attività scientifiche e culturali.